# Daniela Cepeda
Daniela Cepeda (Guayaquil, 8 de abril de 1995) es una modelo y reina de belleza ecuatoriana, ganadora del título Miss Ecuador 2017.Representó  a Ecuador en Miss Universo 2017.

## Biografía
Nació el 8 de abril de 1995 en la ciudad de Guayaquil, Ecuador. Es estudiante de Psicopedagogía en la Universidad Casa Grande, en Ecuador.
Desde el 2022 mantiene una relación con el periodista deportivo ecuatoriano Andrés Ponce.

## Concursos de belleza

### Miss Teen Ecuador 2015
Cepeda, comenzó su carrera de certámenes de belleza siendo candidata a Miss Teen Ecuador 2015, posteriormente participó en Miss Teen Earth 2015 en Panamá, donde se alzó con la corona.

### Miss Ecuador 2017
Daniela compitió en el certamen Miss Ecuador 2017, el 22 de abril, en el Complejo Polideportivo El Chorrillo de la ciudad de Babahoyo, Ecuador, en el que resultó ganadora.
Como Miss Ecuador, su labor se centró a favor de niños diagnosticados con diabetes tipo1.

### Miss Universo  2017
Representó a Ecuador en Miss Universo 2017 (no clasificó) el domingo 26 de noviembre en el The AXIS en el Planet Hollywood Resort and Casino, Las Vegas, Nevada, Estados Unidos.